# Jesús Landáburu
Jesús Landáburu Sagüillo (født 24. januar 1955 i Guardo, Spanien) er en spansk tidligere fodboldspiller (midtbane).
Landáburu startede sin karriere hos Real Valladolid, og kom via et ophold hos Rayo Vallecano i 1979 til FC Barcelona. Her var han i 1981 med til at vinde pokalturneringen Copa del Rey, inden han året efter skiftede til Atlético Madrid. Hos Atlético vandt han endnu en pokaltitel samt en Super Cup. Han stoppede sin karriere i 1988 som 33-årig.
Landáburu spillede desuden én kamp for Spaniens landshold, en venskabskamp mod Holland 23. januar 1980.

## Titler
Copa del Rey
- 1981 med FC Barcelona
- 1985 med Atlético Madrid

Supercopa de España
- 1985 med Atlético Madrid